# Entra
Entra est une entreprise norvégienne de gestion immobilière.

## Histoire
En décembre 2021, Entra annonce l'acquisition de Oslo Areal, pour 1,5 milliard de dollars.